# Kormorán bountský
Kormorán bountský (Leucocarbo ranfurlyi) je druh kormorána, který se endemicky vyskytuje na souostroví Bounty (cca 650 km jihovýchodně od novozélandského Jižního ostrova). S populací 300 hnízdních párů se jedná o nejvzácnějšího kormoránovitého ptáka.

## Systematika
Druh poprvé popsal skotský ornitolog William Robert Ogilvie-Grant v roce 1901 na základě exempláře, který pro něj zajistil Uchter Knox, 5. guvernér Nového Zélandu (též znám jako Lord Ranfurly, odtud kormoránovo druhové jméno). Uchter Knox kormorána odchytil během expedice na subantarktické ostrovy na lodi Hinemoa.

## Popis
Jedná se o poměrně statného kormorána s délkou těla kolem 71 cm a váhou 2,5 kg. Hřbetní strana ptáka včetně ocasu je černá, zatímco břišní část je bílá. Hlava je černá, bílá začíná na hrdle a táhne se až k dolní části břicha. Přechod mezi oběma barvami je náhlý. Černé opeření na hlavě a na krku má kovově modrý odlesk. Spodní strana křídel je černobílá. V době hnízdění se na vrcholu hlavy tvoří výrazná tmavá chocholka. Zobák je hnědý nebo růžový s bledou špičkou. Tváře jsou neopeřené, takže kolem kořene zobáku a oka je viditelná holá kůže, která je červená, oranžová nebo fialová. Hrdelní vaky jsou oranžovočervené. Duhovky jsou světle hnědé. Nohy jsou růžové s šedými skvrnami a tmavě hnědými drápy. Prostý šat se vyznačuje bledším zbarvením, tzn. černá barva opeření není tak výrazná a je spíše do hněda, chocholka chybí a zobák je po stranách světle šedohnědý.

## Rozšíření a populace
Kormorán bountský je endemický k souostroví Bounty. Celková populace druhu se v roce 2011 odhadovala na 300 párů, což z druhu činí vůbec nejvzácnějšího zástupce kormoránů.

## Biologie
Kormoráni bountští se občas houfují do velkých hejn, ve kterých společně loví potravu na moři. Jedná se o zdatné potápěče, kteří potravu získávají hlavně pod vodou. Před potápěním se nejdříve snesou na hladinu a pak se vymrští z vody, hodí do vody šipku a potopí se. Z jejich pestrého jídelníčku lze zmínit malé rybky, desetiramenatce, plže a ježovky. Na rozdíl od některých jiných druhů kormoránů, kormoráni bountší neroztahují křídla, aby si je vysušili.

### Hnízdění

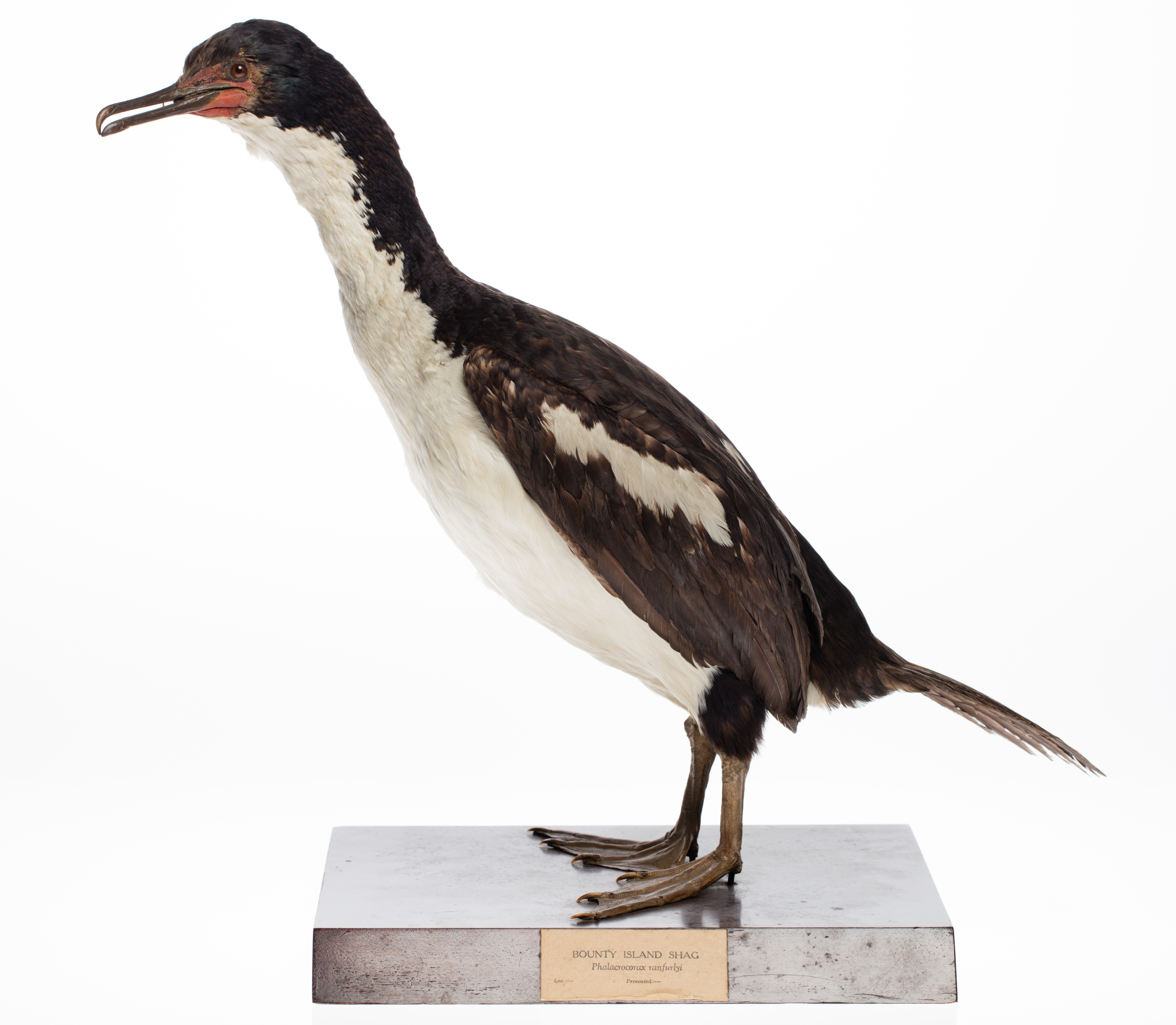
Vycpaný exemplář ze sbírek Aucklandského muzea

Doba hnízdění začíná v říjnu.  Samci nejdříve zaberou teritorium, na které se snaží nalákat samice. Námluvy se vyznačují propracovanými rituály samců, kteří různě ohýbají svá těla a krky, aby se tím dostali do přízně samice. Jakmile si samice vybere samce a ten ji akceptuje, samec začne shánět rostlinný materiál na stavbu hnízda, které pak staví hlavně samice. Hnízdo si staví přímo na zemi. Je postaveno převážně z mořských řas rodu Marginariella, pro které se samci potápí až do 10m hloubek. Tyto řasy jsou poměrně lepkavé, takže hnízdo dobře drží pohromadě. Na stavbu hnízda jsou použity i další dostupné materiály jako peří, bláto nebo oblázky. Průměr hnízda je kolem 35 cm, výška 15 cm. Kormoráni hnízdí v koloniích, středy hnízd bývají alespoň 1 m od sebe.
Kolonie jsou umístěny na okrajích skalisek po celém souostroví Bounty. Samice klade 2–3 vejce o rozměrech 64×41 mm. Inkubují oba partneři; samec ráno a dopoledne, samice odpoledne. Výměna inkubační směny je doprovázena ritualizovanými pózami a zdravicemi.

## Ohrožení
Mezinárodní svaz ochrany přírody považuje druh za zranitelný z důvodu jeho extrémně malého areálu výskytu a malé populace, která je tak velmi citlivá na nenadálé přírodní události či vliv člověka. Na souostroví Bounty se nikdy nevyskytovali žádní savčí predátoři, avšak jejich potenciální budoucí invaze by měla na populaci kormoránů negativní, potenciálně katastrofální vliv. Početná populace lachtanů Forsterových v době vrcholu říje zabírá až 50 % dostupné půdy, takže potenciální kompetice s kormorány bountskými o hnízdní habitat. Snad nejvýraznější reálnou hrozbou je však globální oteplování a vzrůstající hladina moří, která je spojována s velkými přílivovými vlnami, které mohou ohrozit hnízda kormoránů.